# Filialkirche Rabenstein

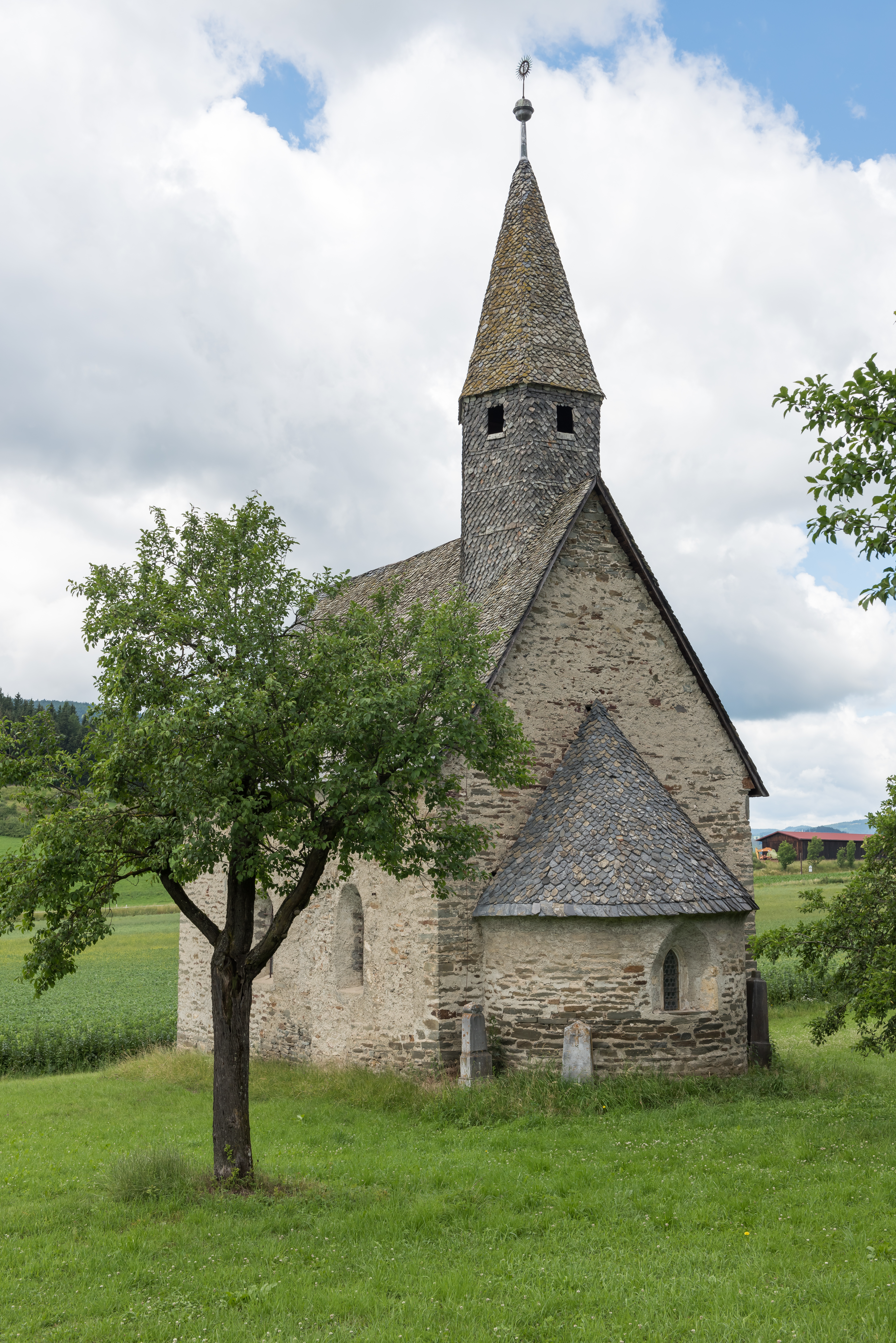
Filialkirche Rabenstein (2015)

Die Filialkirche Rabenstein steht im Ort Rabenstein im Nordwesten der Gemeinde Althofen im Bezirk Sankt Veit an der Glan.
Die den frühchristlichen Märtyrern Johannes und Paulus geweihte Kirche gehört zur römisch-katholischen Pfarre Althofen im Dekanat Krappfeld
in der Diözese Gurk-Klagenfurt.

## Baubeschreibung
Die erstmals 1616 urkundlich als Filialkirche der Pfarre Althofen erwähnte Kirche wurde als einfacher romanischer Apsissaal, also in Form eines Langhauses mit angeschlossener Rundapsis, um 1150 erbaut.
An der Südseite befinden sich romanische Trichterfenster, die teilweise vermauert sind; das Fensterprofil der Apsis wurde spitzbogig verändert.
Das Langhaus trägt am östlichen Ende einen achteckigen, spitzbehelmten Dachreiter.
Im Zuge der Restaurierung 1963 wurde die südlich angeschlossene, barocke Sakristei abgerissen.

## Innenausstattung
Der 1669 errichtete Hochaltar ist reich mit Knorpelwerk verziert.
Er besteht aus einer Ädikula auf kleinem Sockel mit seitlichen Konsolfiguren unter Baldachinbögen und einem gesprengten Volutengiebel mit kleinen Rahmen als Aufsatz.
Das Aufsatzbild zeigt Christus als Lehrer mit einem Lamm zu Füßen, die ehemalige zentrale Statute der Heiligen Maria mit Kind wurde 1967 gestohlen, und die seitlichen Konsolfiguren stellen die Patronen der Kirche dar.
Diese drei Motive finden sich auch in der Stifterinschrift auf der Predella, wonach der Altar „zur Ehre Gottes, der Heiligen Jungfrau Maria und den Heiligen Märtyrern Johannes und Paulus“ errichtet wurde.
Mit der Restaurierung 1963 wurden die hölzerne Trambalkendecke sowie die Sängerempore errichtet, der barocke Prozessionsaltar von 1636 und die Kanzel von 1697 konnten aber nicht mehr gerettet werden.

## Sonstiges
- 1788 konnte die Profanierung der Kirche verhindert werden.[6]
- 1967 wurden neben der Madonnenstatue auch zwei Heiligenstatuen der Apostel Bartholomäus und Philippus vom Hochaltar gestohlen.[3]
- Jetzt dient die Kirche als Familienkirche der Familie Eisner und ist seit 2015 auch die letzte Ruhestätte von Max Eisner jun., dem „Eierbaron vom Krappfeld“.